# اچ‌ام‌اس اسویل (کی۲۱۷)
اچ‌ام‌اس اسویل (کی۲۱۷) (به انگلیسی: HMS Swale (K217)) یک کشتی است که طول آن ۲۸۳ فوت (۸۶٫۲۶ متر) می‌باشد. این کشتی در سال ۱۹۴۲ ساخته شد.